# 神の時空シリーズ
『神の時空シリーズ』（かみのときシリーズ）は、高田崇史による日本の歴史ミステリのシリーズ。2014年3月から2017年4月まで、講談社ノベルスよりシリーズ全8巻が刊行され、2017年9月に前日譚が発売された。「日常的怨霊の謎」をテーマに著者の他シリーズと同様、歴史や文化、風俗についての謎を解き明かす。

## 概要
辻曲家の次女・摩季が何者かに襲われ命を落とす。辻曲兄妹と福来陽一は死後1週間以内に摩季を黄泉返らせるべく行動を起こすが、事件の陰で暗躍する怨霊復活を企む謎の組織の陰謀に巻き込まれていく。

## シリーズ作品
（講談社ノベルス / 講談社文庫）
1. 神の時空 -鎌倉の地龍-（2014年3月5日、ISBN 978-4-06-299007-3 / 2017年3月15日、ISBN 978-4-06-293608-8）
2. 神の時空 -倭の水霊-（2014年7月2日、ISBN 978-4-06-299021-9 / 2017年7月14日、ISBN 978-4-06-293698-9）
3. 神の時空 -貴船の沢鬼-（2014年12月3日、ISBN 978-4-06-299034-9 / 2017年11月15日、ISBN 978-4-06-293791-7）
4. 神の時空 -三輪の山祇-（2015年7月6日、ISBN 978-4-06-299045-5 / 2018年3月15日、ISBN 978-4-06-293865-5）
5. 神の時空 -嚴島の烈風-（2015年11月6日、ISBN 978-4-06-299063-9 / 2018年11月15日、ISBN 978-4-06-513206-7）
6. 神の時空 -伏見稲荷の轟雷-（2016年3月2日、ISBN 978-4-06-299067-7 / 2019年3月15日、ISBN 978-4-06-514763-4）
7. 神の時空 -五色不動の猛火-（2016年7月6日、ISBN 978-4-06-299078-3 / 2019年7月12日、ISBN 978-4-06-516246-0）
8. 神の時空 -京の天命-（2017年4月5日、ISBN 978-4-06-299092-9 / 2020年2月14日、ISBN 978-4-06-518351-9）
9. 神の時空 前紀 -女神の功罪-（2017年9月6日、ISBN 978-4-06-299099-8 / 2020年5月15日、ISBN 978-4-06-519361-7）

## シリーズ主要登場人物

### 辻曲家
源義綱の傍流にあたる清和源氏の末裔の家系。先祖には尼や巫女などがおり、シャーマン的な能力を濃く受け継いでいる。物語の8年ほど前に両親が天橋立へ向かうツアー中に交通事故で他界し、現在は中目黒の一軒家で兄妹4人で暮らしている。「十種神宝」のうち「生玉」と「足玉」の2つの神宝と、『先代旧事本紀』に記載される死者をも蘇らせる秘術「死反術」が代々深秘として伝えられている。
辻曲 了（つじまがり りょう）
辻曲家の長男。かつては生物学を学んでいたが、両親が死去し家族を養うために大学を中退、現在は渋谷でカレーショップ「リグ・ヴェーダ」を営む。
学生時代は演劇部で部長を務めたほか、合気道の心得がある。一家の中ではそれほど霊感は高くなく、徹夜や絶食で精神が研ぎ澄まされてやっと幽霊を認識できる程度。
生前の陽一と面識があり、歴史作家だった父が何らかの事件に巻き込まれた可能性があると聞かされていた。
辻曲 彩音（つじまがり あやね）
辻曲家の長女。神明大学文学部神道学科の大学院生。色白でクールな印象の美女。巳雨程ではないが高い霊感を持っている。
自宅にとどまる兄に代わり、死反術に必要な神宝を見つけるため、日本各地で目覚めようとする怨霊を鎮魂するため陽一たちと各地へ赴くこととなる。
辻曲 摩季（つじまがり まき）
辻曲家の次女。由比ヶ浜女学院に通う高校1年生。ある秘密を目にしてしまったがために磯笛の手で殺害される。
実は陽一の実妹であり、家族と死に別れたことで辻曲家に養女として引き取られた。引き取られた時点では現在の巳雨より幼く、記憶が封印されたこともあって陽一が兄だったことを忘れている。
辻曲 巳雨（つじまがり みう）
辻曲家の三女。小柄でビスクドールのような可愛らしい少女。小学5年生だが、年齢より幼く見られるのを気にしている。
一家の中で最も霊的感性が強く、涙を流すと高確率で暴雨が起こる。また強力な霊媒体質を持ち、怨霊に取り憑かれやすい。
グリ
巳雨が拾ってきたシベリア猫。名前の由来はミュージカル「キャッツ」に登場するグリザベラという娼婦猫から。

### 辻曲家の関係者
福来 陽一（ふくらい よういち）
元歴史作家志望の青年で本シリーズの主な語り部。「リグ・ヴェーダ」の常連客で、辻曲兄妹とは懇意にしている。
実は7年前に死亡しており、現在は「ヌリカベ」としてこの世にとどまっている。そのため普通の人間からは存在を認識されることはなく、情報収集など多岐にわたって協力を行っている。両親は辻曲家の父母が死亡したのと同じ事故で命を落とし、その件が仕組まれた殺人だったのではないかと考えて了と共に真相を探っている矢先に目黒不動尊付近で何者かに殺害されてしまった。生前の知識は残っているがほとんどの記憶を失っており、摩季が自分の妹だったことも覚えていない。
四宮 雛子（しのみや ひなこ）
四柱推命の大家である弱視の老女。現在は伊豆山神社のさらに山奥に隠棲しており、偏屈で頑迷な性格もあって世間に名が出たことはない。辻曲兄妹を気に入り鑑定を行っている。
火地 晋（かち すすむ）
常日頃から新宿の「猫柳珈琲店」で原稿を書き続けている老人。歴史作家だが、執筆内容があまりに過激だったためほとんど世に知られていない。「バカが」が口癖の非常に偏屈な性格で、座右の銘は自分で考えたという「時間は有限、問題は無限」。「幽霊（地縛霊）」であり、周囲の出来事は「人事」として全く興味を示さないが、気が向けば教えを乞いに来た者に隠された歴史の真実を語ることもある。
伶子（れいこ）
「猫柳珈琲店」先代マスターの妻。数年前に交通事故で死亡しており、現在は「幽霊」となっている。
涙川 紗也（なみかわ さや）
陽一の元恋人。IT関連の社団法人に勤める派遣OL。自身に付きまとっていたストーカーが殺害されたことから事件に巻き込まれたかと思われていたが、実は弟橘媛の血を濃く受け継ぐ存在であり、生贄として篁一派に狙われていた。辻曲家の面々の手で危機から救われ、浦賀に引っ越す前に心機一転するため大山神社に向かうが、ここでも事件に巻き込まれて再び命を狙われ、陽一らの手で救われた。
六道 佐助（りくどう さすけ）
京都在住の「傀儡使い」。小柄で鼠のような印象の男。当初は猿太に脅され死者を黄泉返らせあの世とこの世のバランスを崩すよう命じられていたが、高龗神たちに対する恐怖心から彼を欺いて死者を操るふりだけをしていた。グリとは昔から因縁がある様で、一向に頭が上がらない。三輪では磯笛から紗也を監視するよう命じられていたが、グリに脅されて離反している。そのまま巳雨の面倒を見ていたが、磯笛に命を脅かされたためやむなく一時的に辻曲家を裏切ることとなる。しかし、伏見が穢されることを良しとせず再び彼女たちに協力した。
観音崎 栞（かんのんざき しおり）
安芸大学に通う宮島出身の女子大生。22歳。実家は老舗の旅館で、死んだ祖母は嚴島神社の巫女。故郷への愛はあったが観光業に就くのに抵抗感があり、広島にある親戚の家電メーカーに就職することが決まっていた。しかし帰省中に起きた連続殺人事件で知り合った彩音から市杵嶋姫命の真実を聞き、目覚めさせられようとする彼女を鎮魂、その後は宮島をより多くの人に知ってもらえるよう島に戻って観光業に携わることを決める。
金山 武彦（かなやま たけひこ）
安芸大学の卒業生。36歳。実家の土産物屋で働き、観光案内所のボランティアも行なっている。妻とは死別しているため現在は独身。妻が亡くなる前に世話になった栞に感謝しており、彼女を助ける。
樒 祈美子（しきみ きみこ）
伏見稲荷大社の氏子。狐憑きの家系で、他人の心が読めるという能力を持つ。8年前のバスツアー事故で父親を亡くしている。
澤村 光昭（さわむら みつあき）
祈美子の婚約者。伏見稲荷大社で発生した殺人事件で藤森神社の氏子だった伯父が殺害される。

### 高村一派
高村 皇（たかむら すめろぎ）
日本各地で怨霊の復活を企む、小野篁の子孫を自称する男。秘密主義者で部下の中でも顔を合わせたことがある者は少ないという。部下たちに命じて怨霊を封じた神社の社殿や鳥居を破壊させ、さらにその場所を血で穢させるため殺人を行わせている。その目的は怨霊が日常的に跋扈し、天変地異が恒常的に発生するような「古代からの美しい日本」を取り戻すこと。
磯笛（いそぶえ）/ 大磯 笛子（おおいそ ゆうこ）
高村の部下。狐を操る。10年で1歳ほどしか歳を取らないように見える体質で、その容姿を生かして女子高生としての潜入などを得意とする。
半年前に由比ヶ浜女学院に入学、自身が所持していたとある秘宝を摩季に見られたため彼女を殺害する。鶴岡八幡宮で鳥居を倒壊させ、頼朝の怨霊を復活させようとしたが辻曲家の面々に妨害され失敗、大火傷を負い腹心の白狐・白夜を失う。その後は怪我を押して三輪に向かい、三輪山で紗也を生贄にしようと画策したがまたしても妨害に遭い、山中の「鎮女池」に転落してしまうが市杵嶋姫命の部下である鎮女に事情を説明して許され、左目の視力を代価に吒枳尼天に祈願して生還する。そのまま伏見に行き伏見稲荷大社の鳥居を倒して宇迦之御魂神を復活させようとするが、稲荷明神の本質を見誤っていたことで失敗してしまう。
鳴石（なりわ）
顔色の悪い細身の男。爬虫類を思わせる目をしており、視線を合わせることで催眠術をかける能力を持ち、これを使うことで特定の条件下で人を突然死に追いやることができる。紗也を巡る一件では目撃者たちを次々と刺殺、その後名古屋に向かい熱田神宮に侵入して日本武尊の復活をもくろむが、警察官に妨害され逃走を図ったものの陽一に捕縛される。逮捕後、催眠術を使って脱走し三輪に向かい、三輪山の要石を求めて殺人を犯し、奥津磐座の破壊工作を行う。またしても紗也を狙ったが失敗して再逮捕された。
綱手（つなで）/ 坪井 美津代（つぼい みつよ）
フォークソンググループ『白い鳥』の元ボーカルで、現在はフォーク居酒屋「御伽草子」のオーナー兼店長。鳴石の部下に当たるが彼のことは嫌っている。善人を装い紗也に接触し、走水神社で弟橘姫の生贄に捧げるため彼女を殺害しようとしたが、了たちに妨害され失敗した。
蛇（くちなわ）/ 汐入 進（しおいり すすむ）
神奈川県警捜査一課所属の刑事。階級は巡査部長。紗也を巡る事件を担当する傍ら高村の部下としても活動しており、名古屋の鳴石の元に向かったが熱田神宮に駆けつけた警察官に転び公妨で逮捕される。
猿太（さるた）
「毒飼いの猿太」と呼ばれる赤ら顔の男。玉依姫を復活させ巨椋池を復元させるため、貴船神社の鳥居を倒壊させ貴船川に蜘蛛の毒を流すが、神の怒りに触れたため祟られ、血を吐いて死亡した。
天地 否（あまち いなめ）
ヌリカベ。磯笛の指示で紗也を誘導し三輪に向かわせた。鐃速日命（大物主神）の復活に失敗した直後、紗也を襲撃するが奈良県警の忘澤に妨害され捕縛され、佐助によって封印される。
蝦蟇（ひきがえる）/ 松田 明（まつだ あきら）
広島・宮島署の警察官。巡査部長。高村の指示で島内にある大元神社・長濱神社・御山神社・嚴島神社の不明門を破壊、さらに結界を守ろうとした者たちを殺害して市杵嶋姫命を復活させようとしたが鎮魂され、さらには陽一に訳も分からぬまま捕縛される。
蛟（みずち）/ 守島 ゆかり（もりしま ゆかり）
大阪在住の40歳の女性。自身に憑依した高村と蝦蟇と共に破壊工作と殺人を行う。捜査の目をそらすため旅行者を殺害し偽の証拠をでっち上げようとしたものの、蝦蟇と共に陽一に捕らえられた。
如月 妖子（きさらぎ ようこ）、如月 霊子（きさらぎ れいこ）
京都・深草に住む双子の姉妹。磯笛の要請で伏見稲荷の鳥居に生贄の「紙垂」として4名の人間の遺体を吊るす。その後の破壊工作にも協力していたが、怨霊の復活に失敗してしまい八握剣に落ちた雷の側撃雷を浴びて失神する。

### 警察
華岡 歳太（はなおか さいた）
警視庁捜査一課警部補。45歳。7年前に目黒不動で起こった遺体消失事件（陽一が殺害されヌリカベに成った事件）で現場に駆けつけ、目撃者らしい了を聴取するも証拠がなく事件はなかったことになる。神奈川で発生した摩季の事件でその兄・了と再び関わり、彼女の遺体が行方不明になると了が怪しいと疑いを持つ。
久野 剛史（くの たけし）
警視庁捜査一課巡査。華岡の部下。彩音に好意を持っている。
瀨口 義孝（せぐち よしたか）
京都府警捜査一課警部補。40代。『QEDシリーズ』にも登場する村田雄吉警部の部下であり、彼から頼まれて裕香の教育係を担当している。
無愛想で強面ながら、なかなか良い人ではある。ただ、強情っ張りなところがあるので、思い込んだら一人で突っ走ってしまうところがある。極めて常識的な性格で、何かとオカルトじみた発言を繰り返し自分の言うことを聞かない裕香のことには手を焼いている。京都府内で連続して発生する不可解な殺人事件に関わっていく。
古事記異聞シリーズに登場する金澤千鶴子とは幼なじみ。
加藤 裕香（かとう ゆか）
京都府警捜査一課の新任巡査。25歳。気が強く猪突猛進気味な性格で上司の瀨口を困らせており、事件に幽霊などを絡めようとすることもよくたしなめられている。何となく幽霊が認識できる程度でしかないが、わずかに霊感がある。
8年前のバスツアーで兄を亡くしており、その兄が生前に不可解な事故死をしたら殺されたと思えと言い残していたこともあって、警察官として事件を解き明かしたいと考えている。
古事記異聞シリーズにも登場する。

### その他
潮田 誠（うしおだ まこと）
國學院大学の老教授。過激な主張を繰り返す学会の異端児だった。しかし今まで積み上げられてきた歴史を崩す障碍であると高村一派に目をつけられてしまい、10年ほど前に自身のゼミに所属する者たちが次々に死亡するという被害にあい、活動を自粛気味にしていた。
範夫からの強い勧めで、彼が一派から洗脳を受けているとも知らず、8年前、自身の研究成果を伝える最後の機会だと覚悟して講演を兼ねたバスツアーを主宰、その際に浦嶋神社から籠神社へ向かう途中の天橋立で事故死した（実際は一派による車体への攻撃、運転手の突然死、立て直そうとした自身に対する妨害が重なった計画的犯行）。この事故では陽一の両親、辻曲兄妹の両親、裕香の兄、祈美子の父などツアー参加者全員が亡くなった。
加藤 範夫（かとう のりお）
8年前の事故で死亡した裕香の兄。当時は國學院大学の文学部2年生で、潮田教授の熱心なファンでもあった。しかしバス事故の前に発生したゼミ関係者の連続死亡事件で精神的に不安定になり、その心の隙をつかれて磯笛と鳴石に洗脳されてしまい、走行困難になったバスを立ち直らせようとしていた教授を妨害しそのまま亡くなった。自分の身にも危険が迫っていることを薄々察していたのか、妹に対して遺言とも取れるような忠告を残していた。

### 怨霊
源頼朝（みなもと の よりとも）
「鎌倉の地龍」に登場。鎌倉幕府初代将軍。鶴岡八幡宮境内の白旗神社に祀られる。北条氏の手で暗殺され、鎌倉一の大怨霊と化す。
磯笛の手で八幡宮の一の鳥居から三の鳥居までが破壊されたことにより、冤罪で殺害された範頼や息子たち、その他北条氏の手により産み出された怨霊たちを伴い復活しようと巳雨に憑依したが、陽一の必死の説得を受け鎮まった。
ただし、火地によればこの時復活しかけたのは頼朝本人ではなかったらしい。
弟橘媛（おとたちばなひめ）
「倭の水霊」に登場。日本武尊の妾。走水神社に祀られている。海神たちを怒らせた日本武尊に生贄として捧げられたことで怨霊となる。
高村一派の手で日本武尊の怨霊とぶつけるため走水で復活しかけるが、巳雨や紗也が魂鎮めを行ったことで鎮められた。
魔王尊（まおうそん）
「貴船の沢鬼」に登場。鞍馬寺奥の院魔王殿に祀られる金星の神で、素戔嗚尊（牛頭天王）や饒速日命（大己貴命・大物主神）と同一視される存在。妻である玉依姫と引き離された怨霊。
鞍馬山を訪れた巳雨に、苦しんでいる妻を助けるように願った。
玉依姫（たまよりひめ）
「貴船の沢鬼」に登場。賀茂御祖神社の祭神で、貴船神社の高龗神や橋姫神社に祀られる祓戸大神の一柱瀬織津姫とも同一視される神。夫と引き離されて閉じ込められたうえで会えないように呪をかけられ、貴族たちの罪をかぶせられた怨霊。
川を毒で穢されたことに激怒し、貴船神社の神職の娘に憑依して復活。巳雨と陽一の説得を受けて夫の想いを知り、実行犯である猿太の命のみを奪い、大雨で川が清められたことに喜びながら闇に帰っていった。
鐃速日命（にぎはやひのみこと）
「三輪の山祇」に登場。大山神社の祭神である大物主神と同一の存在で、禁足地である三輪山に閉じ込められ祀り上げられた怨霊神。
磯笛や鳴石が行った工作で山中の磐座などが破壊されたことで復活しかけるが、陽一が説得し彩音が「日」の形で要石を配置し封じたことで鎮められた。
市杵嶋姫命（いちきしまひめのみこと）
「嚴島の烈風」に登場。嚴島神社の祭神の一柱。宮島に閉じ込められ、神武からは遊女の如く扱われ怨霊となる。
宮島を守る結界を作る複数の神社が破壊されたことで解き放たれようとするが、綾音や古くから島に住む鬼の家系にあたる栞により鎮魂された。
龍頭太（りゅうとうた）
「伏見稲荷の轟雷」に登場。稲荷山の山神である龍雷神で本来の稲荷神。伏見稲荷大社末社「長者社」内の雷石に封じられている。
磯笛達の破壊工作の結果、他の踏鞴の神々と共に復活しそうになったが玉依姫の助けを受けた巳雨が謝罪と鎮魂を行ったことで鎮まった。実際に目にした巳雨によれば優しげな老人だったらしい。巳雨達の目的を知り、十種神宝の一つ「八握剣」を一時的に貸し与えた。

## 関連事項
- QEDシリーズ
- 怨霊